# Johann Michael Hartung (Orgelbauer, 1708)

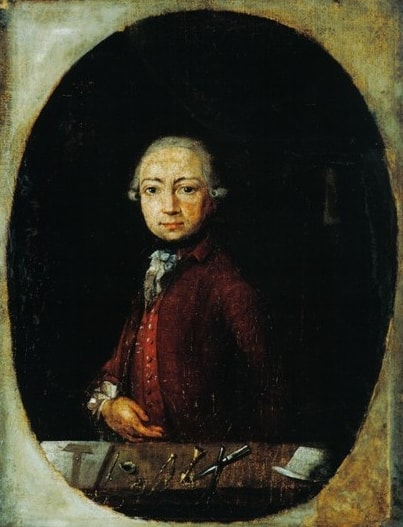
Johann Michael Hartung (um 1750)

Johann Michael Hartung (* 3. Februar 1708 in Dürkheim; † 13. Januar 1763 ebenda) war ein deutscher Orgelbaumeister.

## Leben
Johann Michael Hartung wurde als ältester Sohn des Orgelbauers Augustinus Hartung (1677–1739) und Sophia geb. Schwab geboren. Er erlernte das Handwerk des Orgelbaus in der väterlichen Werkstatt. Sein Vater Augustinus Hartung erbaute Orgeln in Bad Dürkheim (1706), Bockenheim an der Weinstraße (1710, z. T. erhalten), Neu-Saarwerden (1717, z. T. erhalten), Wachenheim an der Weinstraße (1717), Otterberg (um 1720), Maikammer (1723),  Asselheim (um 1730), Ungstein (1738, Gehäuse erhalten), Ellerstadt (um 1737) und Edenkoben (1737). Spätestens ab 1730 dürfte Johan Michael Hartung mit seinem Vater zusammengearbeitet haben.
Im Jahre 1733 wurde Johann Michael Hartung erstmals mit einer selbstständigen Tätigkeit erwähnt, als er die Orgel zu Dalsheim reparierte und im gleichen Jahr die zu Albisheim auf ihre Funktionsfähigkeit überprüfte. 1753 reparierte er die Orgel der Simultankirche zu Bechtheim bei Worms. 1759 transferierte Hartung die Orgel aus der alten in die neu errichtete Kirche in Assenheim auf.
In erster Ehe heiratete er am 21. Mai 1737 Anna Barbara Klein. Mit ihr hatte er vier Kinder – drei Töchter und schließlich einen Sohn. Am 28. Juli 1746 starb seine Frau an einer etwa einen Monat vorher erlittenen Fehlgeburt. Hartung vermählte sich erneut am 16. Mai 1747 mit Maria Louise Baum. Aus dieser Ehe gingen nochmals neun Kinder hervor, auch Johann Philipp Hartung (* 9. Juli 1750 in Dürkheim; † 3. Januar 1806 in Kallstadt), der der letzte Orgelbauer der Familie Hartung war.
Am 13. Januar 1763 starb Hartung im Alter von 54 Jahren als Gerichtsmann und Ratsherr von Dürkheim an der Haardt. Seine Werkstatt wurde durch seinen Mitarbeiter Johann Peter Kampf weitergeführt. Graf Carl Friedrich Wilhelm, der spätere Fürst von Leiningen, bezeichnete ihn als einen der hervorragendsten Männer und Künstler seiner Herrschaft. Hartung pflegte zahlreiche freundschaftliche Kontakte mit Musikern des Leininger Hofes und wurde um 1750 von einem unbekannten Künstler, vielleicht einem Leininger Hofmaler, porträtiert. Dieses Gemälde ist heute noch in Familienbesitz und zeigt den Dargestellten hinter einem Tisch mit Werkzeugen und kleinen Orgelpfeifen.

## Werkliste
| Jahr    | Ort                         | Gebäude                    | Bild | Manuale | Register | Anmerkungen                                                                                                 |
| ------- | --------------------------- | -------------------------- | ---- | ------- | -------- | --- |
| 1737    | Ellerstadt                  | Protestantische Kirche     |      | I/p     | 8        | Nicht erhalten; im Orgelbauvertrag (26. April 1737) wird Hartung als Mitarbeiter seines Vaters genannt.     |
| 1746    | Winden                      | Protestantische Kirche     |      | I/P     | 14       | Gehäuse erhalten.                                                                                           |
| 1749    | Dammheim                    | Protestantische Kirche     |      | I/P     | 6        | Gehäuse erhalten; Urheberschaft ungewiss, Zuschreibung bei Bonkhoff.                                        |
| 1750    | Kirchheim an der Weinstraße | Andreaskirche              |      |         |          | Gehäuse erhalten; 1993 Neubau durch Mönch, Überlingen in Anlehnung an Hartungs Dispositionsstil.            |
| um 1750 | Großkarlbach                | Protestantische Kirche     |      |         |          | Gehäuse erhalten; 1912 und 1981 Neubauten im Gehäuse von Hartung.                                           |
| 1751    | Gimmeldingen                | Laurentiuskirche           |      | I/P     | 14       | Verändert erhalten; Vertragsschluss war am 3. März 1749.                                                    |
| 1751    | Enkenbach                   | St. Norbert                |      |         |          | |
| 1752    | Haßloch                     | Christuskirche             |      | II/P    | 21       | Gehäuse erhalten; der Vertragsschluss erfolgte am 4. Dezember 1751.                                         |
| 1752    | Rohrbach bei Landau         | Simultankirche St. Michael |      | I/P     | 14       | Verändert erhalten.                                                                                         |
| 1752    | Hagenbach                   | St. Michael                |      |         |          | Gehäuse erhalten; Urheberschaft ungewiss, Zuschreibung bei Bonkhoff.                                        |
| 1754    | Oberotterbach               | Protestantische Kirche     |      | I/P     | 11       | Verändert erhalten.                                                                                         |
| 1759    | Edenkoben                   | Protestantische Kirche     |      | II/P    | 25       | Größte Orgel Hartungs; Gehäuse und Prospektpfeifen erhalten; der Vertragsschluss erfolgte am 13. Juni 1754. |
|         | Minfeld                     | Protestantische Kirche     |      | I/P     | 14       | Gehäuse und Prospektpfeifen erhalten.                                                                       |
|         | Gerolsheim                  | Protestantische Kirche     |      | I/P     | 9        | Verändert erhalten.                                                                                         |

## Trivia
Hartung ist der Urururururgroßvater von US-Präsident Donald Trump.